# Котко Дмитро Васильович
Дмитро́ Васи́льович Котко (4 січня (17 січня) 1892, Балки — 18 листопада 1982, Львів) — сотник Армії УНР, диригент військових та хорових колективів.

## Життєпис

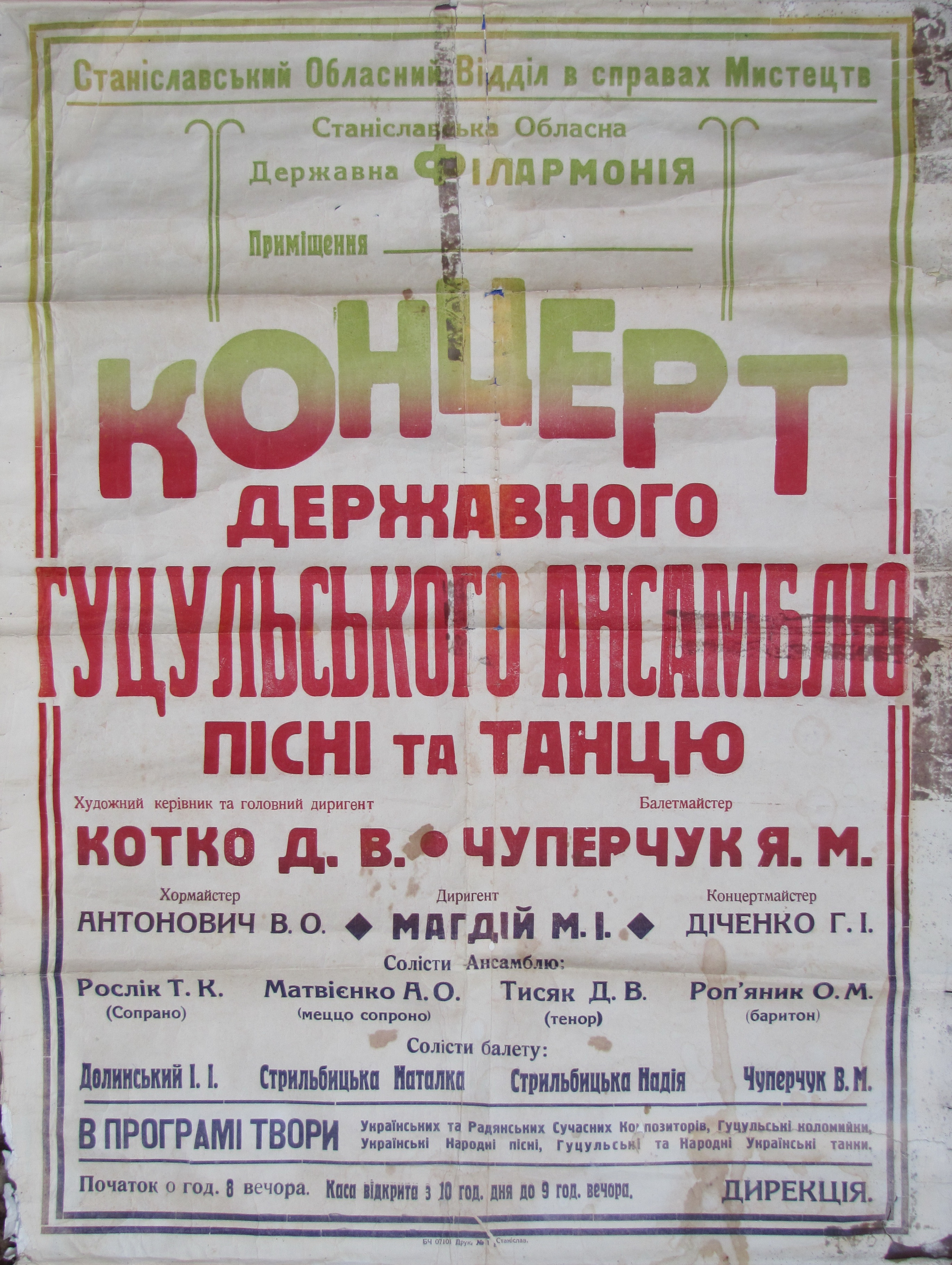
Одна з перших повоєнних афіш Гуцульського ансамблю пісні і танцю під орудою Дмитра Котка

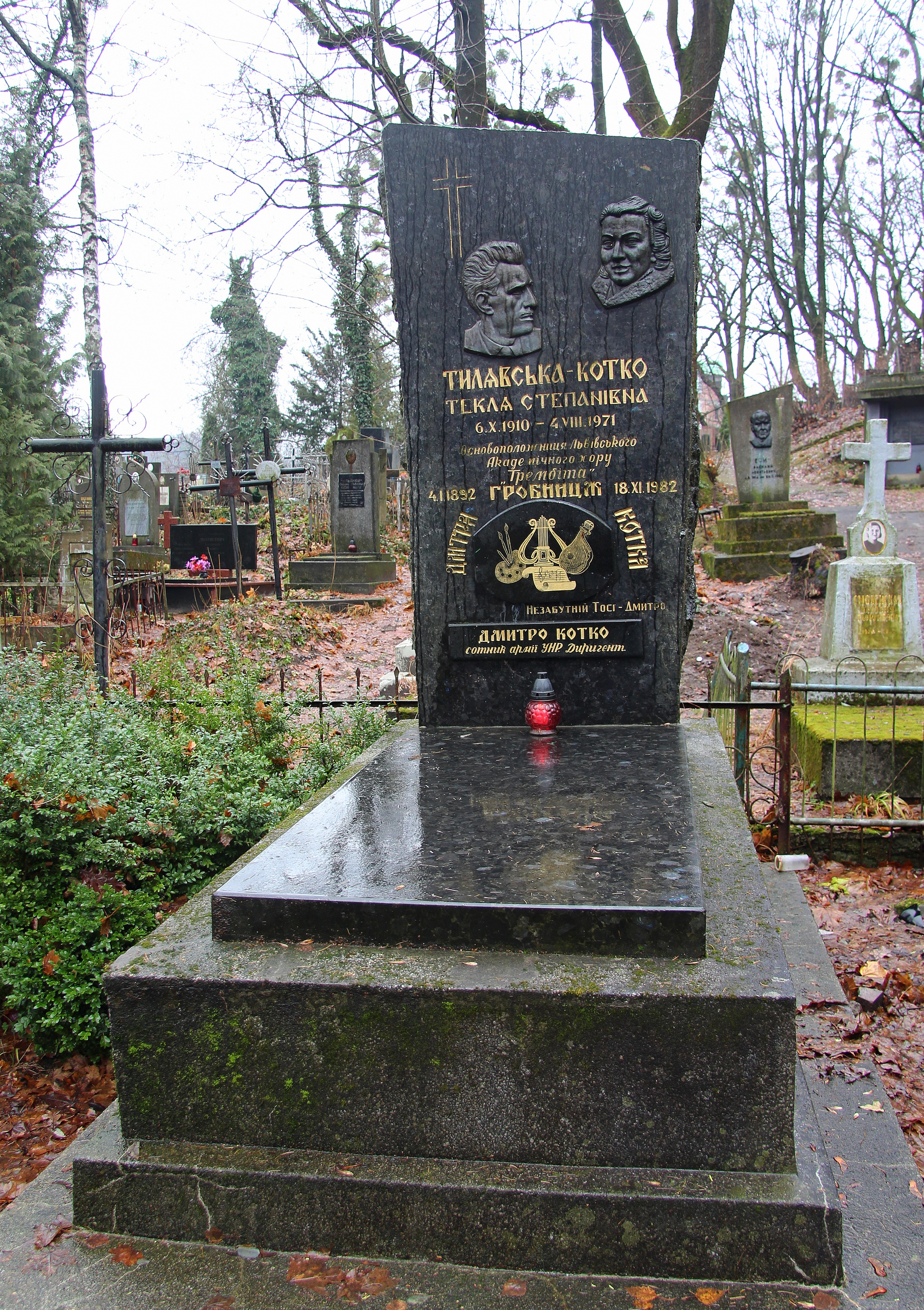

Народився в селі Балки (нині Василівський р-н, Запорізька обл.). Після закінчення сільської школи вступив до церковно-вчительської школи в Таганаші, яку закінчив у 1910 році. У 1913 році закінчив диригентський клас Ардонської духовно-місіонерської семінарії. По закінченню працює вчителем співів і графічних мистецтв у Вищому училищі Прохладного у Кабардино-Балкарії.
1916 року, з початком першої світової війни, мобілізований до війська з направленням у Чугуївське піхотне училище, а згодом до одного з гренадерських полків МВО. Під час перебування на військовій службі продовжував навчатися диригування в музичній школі Гнесіних (1916–1917).
Від 1918 року частину Дмитра Котка, яка увійшла до 1-го Волинського корпусу, передислоковано до України. У війську УНР та УД виконує обов'язки інспектора духових оркестрів. Після додаткового навчання в Рівному одержав офіцерське звання, відтоді керував військовими оркестрами 1-го корпусу.
У 1919 році під Проскуровим потрапив до польського полону. З 1920 року в польському таборі для полонених у Ланцуті, де виступив ініціатором і очолив хоровий гурт, який невдовзі став основою «Українського Наддніпрянського хору». 1922 року колектив розпочав виступи у Польщі, а від 1925 року — й по Західній Європі.
У 1930—1936 роках, за ініціативи митрополита Андрея Шептицького, викладав у Львівській духовній семінарії та жіночій гімназії, в котрих також керував студентськими хорами. 1936 року організував чоловічий хор «Трембіта». Після окупації й подальшої анексії Західної України СРСР на основі хору було організовано капелу «Трембіта».
Під час початку німецько-радянської війни Дмитро Котко перебував на гастролях у Саратові. Разом із капелою евакуювався до Алмати, де у вересні 1941 року колектив було розформовано. Частина складу капели увійшла до організованої Котком при Шимкентській філармонії Львівського українського ансамблю пісні й танцю, що діяв до кінця війни.
Від 1945 року художній керівник Гуцульського ансамблю пісні і танцю у Станіславі. 1951 року репресований за звинуваченням в «антирадянській пропаганді і неблагонадійності» та засуджений до 10 років позбавлення волі. По смерті Сталіна достроково звільнений (1956). Після звільнення мешкав у Львові, де керував капелою бандуристів «Карпати» при Українському товаристві сліпих (1959–1974). Серед учнів диригенти Є. Вахняк та В. Василевич. Цікавився малярством, створив пейзажі: «Три лелеки» (1958), «Гірська річка» (1960), «Човен» (1963).
Впокоївся 18 листопада 1982 року. Похований на Личаківському цвинтарі у Львові, поле № 82.

## Вшанування пам'яті
1993 року на пошану Дмитра Котка названа вулиця у Львові.